# Birgitte Thott
Birgitte (Bridget) Thott (17 de junio de 1610–8 de abril de 1662) fue una escritora, erudita y feminista danesa, conocida por su saber. Dominaba el latín (su principal área de estudio) y muchas otras lenguas. Destacó por sus numerosas traducciones de obras publicadas al danés, en particular su traducción de 1.000 páginas del filósofo latino Seneca.

## Biografía
Nació en 1610 , hija del noble Christen Thott y de Sophie Below, en Turebygård. Fue la hermana  de Henrik Thott (1606–1676). Thott perdió a su padre con tan solo 6 años. Su madre era una mujer culta y la educó en lengua y literatura. Ser educada por padres eruditos era la única forma real de que las jóvenes recibieran algún tipo de educación en Dinamarca en aquella época
Thott se casó con Otto Giøe en 1632, a la edad de veintidós años, pero éste murió diez años después debido a una enfermedad relacionada con una herida de bala. A pesar de no tener hijos biológicos propios, Birgitte Thott se encargó de acoger a dos niños de los que tenemos constancia: Elisabeth y Sophie. [cita requerida]

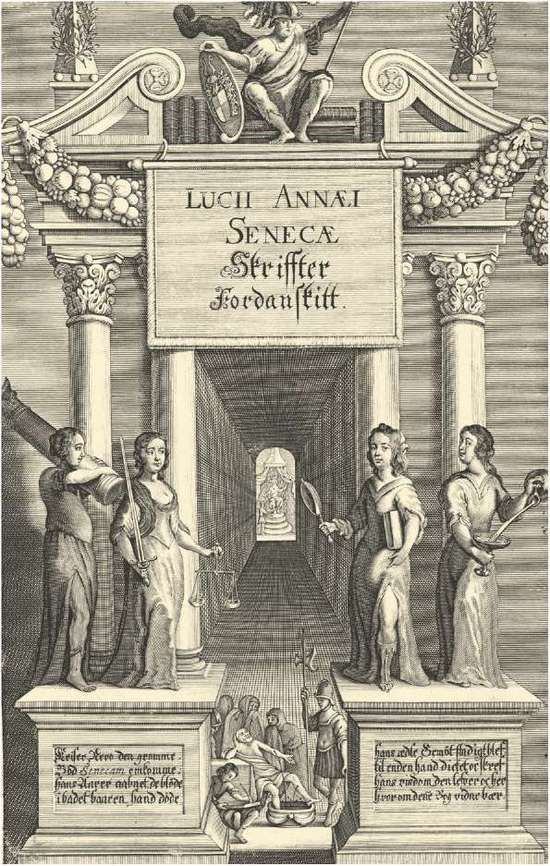
Página del título de la traducción de Thott de las obras de Séneca al danés. No se menciona el nombre de Birgitte Thott, pero aparece como Minerva con casco en la parte superior de la página

## Carrera
Es famosa por su traducción del Filólogo de Séneca en 1658 del latín al danés. La enorme empresa de la traducción de Séneca acabó siendo un libro de 1.000 páginas. Esta traducción fue la primera de su clase, e introdujo una nueva conversación cultural y religiosa al público danés. La traducción también introdujo nuevas palabras en la lengua danesa.
A pesar de dominar el latín, Birgitte Thott no escribió en ningún latín propio, sino que se centró en la traducción. "Las fuentes contemporáneas informan de que antes de su muerte dominaba el danés, el alemán, el holandés, el inglés, el francés, el italiano, el español, el latín, el griego y el hebreo, de lo que se puede confirmar su conocimiento del alemán, el inglés, el francés y el latín a través de sus las traducciones conservadas".
Tras la muerte de su marido, retomó sus estudios y se comprometió con ellos. En 1660, el rey autorizó a Birgitte Thott a recibir una beca anual de la Academia de Soro para proseguir sus estudios, ampliar su biblioteca e investigar la lengua. Esto lo consiguió con la ayuda de Jørgen Rosenkrantz
Thott formaba parte de una red europea bastante reducida de aproximadamente 100-150 mujeres eruditas, entre las que se encontraban la reina Cristina de Suecia, Marie le Jars du Gournay (en Francia), Bathsua Makin (en Inglaterra) y Dorothea Moore (en Irlanda), y Anna Maria van Schurman. Se convirtió en una mujer muy respetada en la comunidad erudita danesa, a pesar de no tener una "profesión" pública. Fue una de las primeras defensoras de los derechos de la mujer en Escandinavia.

## Homenajes
La artista feminista Judy Chicago realizó en 1979 una instalación artística llamada The Dinner Party, que actualmente se exhibe en el Museo de Brooklyn. Hay 39 cubiertos alrededor de una mesa para 39 mujeres mitológicas e históricas importantes. El suelo de baldosas de porcelana, el Heritage floor, lleva inscritas en oro otras 999 mujeres notables. Birgitte Thott figura entre estas mujeres con el nombre de Bridget Thott.
Al traducir a Séneca, Thott elogió a los romanos por afirmar que las mujeres, al igual que los hombres, debían ser honradas y alabadas por sus logros vitales en las oraciones fúnebres. En esta línea, el profesor Jørgen Rosenkrantz escribió a Birgitte Thott un discurso fúnebre que se ha conservado. En él se habla de su vida y de sus muchos logros.
Cita de las oraciones fúnebres de Rozenkrantz:

Así, a los treinta y un años de edad, guiada por eminentes maestros, se embarcó en el aprendizaje de la lengua latina, que hoy es estudiada a lo largo y ancho del mundo por los eruditos, y el resultado fue tan bueno que muy pronto pudo expresar cualquier pensamiento que deseara en esa lengua. Para adquirir el sentido más profundo de la Sagrada Escritura, trabajó después -no sin rendimiento y progreso excepcional- con la lengua hebrea, que es la empleada por Dios para impartir su Palabra a los patriarcas y a los profetas, y en la que se tradujeron originalmente los escritos canónicos del Antiguo Testamento. Era perfectamente consciente de que el agua tiene un sabor en su fuente y otro río abajo.

Anna Maria van Shurman escribió uno de los doce poemas introductorios para la traducción de Thott del Filólogo de Séneca en el que se refería a Birgitte como la décima musa, que era un término elogioso para las mujeres cultas de la época.

## Logros inéditos
Birgitte Thott también escribió un manuscrito personal o "tratado" de doscientas páginas titulado Om et lyksaligt liv (Sobre una vida feliz). En él afirma que, aunque las mujeres no estén expuestas a aprender otros idiomas, deberían tener acceso a obras literarias de otras culturas a través de la traducción. Esta fue la fuerza motriz de la obra de su vida.
Citas de Sobre una vida feliz:
Sobre la falta de estímulo a la educación de las jóvenes:

>Nadie les abre el apetito a la dulzura que allí se encuentra. Nadie les dice qué delicioso alimento hay para el alma, qué eficaz remedio contra todas sus debilidades es tener un poco de comprensión de lo malo y lo bueno. Hay muchos, y esto lo he oído a menudo, que prefieren inculcar a las jóvenes doncellas que el estudio de los libros las convertirá en objeto de burla.

Sobre la educación de los niños pequeños:

Pero los niños varones son tratados de manera completamente diferente. Se les incita a estudiar por la recompensa y el honor que se les dice que pueden alcanzar con ello; [...] sus padres o tutores les obligan a asistir a la escuela, les guste o no. Hay muchos hombres eruditos que sudan y se esfuerzan por educarles y enseñarles [...] no se escatiman esfuerzos ni gastos en las instituciones educativas [...] para llevar a los estudiantes hacia adelante.

## Otras lecturas
- Rafky, Isabella. "Judy Chicago's "The Dinner Party"" THINGS MAGAZINE. March 18, 2016. Accessed May 11, 2016.
- Stevenson, Jane. "Women Writers' Network." In Brill's Encyclopaedia of the Neo-Latin World, edited by Phillip Ford, Jan Bloemendal, and Charles E. Fantazzi. Vol. 2. Brill Publishing, 2014.